# Єкатериновка (Астраханська область)
Єкатериновка  (рос. Екатериновка) — село у Єнотаєвському районі Астраханської області Російської Федерації.
Населення становить 6 осіб (2010). Входить до складу муніципального утворення Федоровська сільрада.

## Історія
Населений пункт розташований на території українського етнічного та культурного краю Жовтий Клин. Від 1925 року належить до Єнотаєвського району.
Згідно із законом від 6 серпня 2004 року органом місцевого самоврядування є Федоровська сільрада.

## Населення
| 2002 | 2010 |
| ---- | ---- |
| 4    | ↗6   |